# Var (departma)
Var (francoska izgovorjava: [vaʁ], okcitanska izgovorjava: [ˈbaɾ]) je francoski departma v regiji Provansa-Alpe-Azurna obala v jugovzhodni Franciji. Ime je dobil po reki Var, ki je tekla vzdolž njegove vzhodne meje, dokler  leta 1860 meja ni bila premaknjena. Departma Var na vzhodu meji na departma Alpe-Maritimes, na zahodu na Bouches-du-Rhône, severno od reke Verdon na departma Alpes-de-Haute-Provence, na jugu pa Sredozemsko morje.
Toulon je največje mesto in upravno glavno mesto departmaja Var. Druga pomembna mesta so Fréjus, Saint-Raphaël, Draguignan, Brignoles, Hyères in La Seyne-sur-Mer. Var je znan po pristanišču Toulon, glavnem pristanišču francoske mornarice, po svojih obmorskih krajih, od katerih je najbolj znan Saint-Tropez, po nekaj lepih primerih romanske in srednjeveške arhitekture, kot sta samostan Thoronet in stolnica Fréjus, po svojih vinih, zlasti vina Bandol, pa tudi po dirkališču Circuit Paul Ricard, ki je v Le Castelletu.

## Zgodovina
Departma je bil ustanovljen v času francoske revolucije 4. marca 1790 iz dela nekdanje province Provanse. Leta 1860 se je iz njega izločilo okrožje Grasse, ki se je priključilo novoustanovljenemu departmaju Alpes-Maritimes (Primorske Alpe).
Njegovo glavno mesto je bilo prvotno Toulon, vendar so ga leta 1793 preselili v Grasse, da bi kaznovali Toulončane, ker so leta 1793 mesto prepustil Britancem. Kasneje leta 1795 je bilo glavno mesto preseljeno v Brignoles, nato leta 1797 v Draguignan. V Toulon ga niso vrnili do 1974.
Leta 1815 so ga, po porazu Napoleona pri Waterlooju, do novembra 1818 zasedle avstrijske čete. Leta 1854 je prva železnica dosegla Toulon.
Z ustanovitvijo novega departmaja Alpe-Maritimes leta 1860 in po aneksiji Nice, je bil vzhodni del departmaja, ki ustreza okrožju Grasse, prestavljen v nov departma. Ta poteza je tudi prenesla reko Var, ki mu je dala ime, v nov departma.
Leta 1884 je epidemija kolere prizadela Toulon. Vodja boja proti epidemiji je bil Georges Clemenceau, zdravnik in poslanec državnega zbora departmaja Seine. Pozneje je bil izvoljen za člana državnega zbora departmaja Var od leta 1888 do 1893 in za senatorja od leta 1902 do 1920, v tem času pa je opravljal tudi funkcijo predsednika vlade.
Prva svetovna vojna (1914–1918) je spodbudila rast ladjedelnic in vojaške industrije v regiji, a oslabila kmetijsko in živilsko industrijo. Leta 1942 se je nemška vojska iz okupirane Francije preselila v cono libre, ki je vključevala departma Var. V pristanišču Toulon je bila sabotirana francoska flota, da ne bi padla v nemške roke.
Aktiven je bil markiz Vallier s skupina borcev. 15. avgusta 1944 so ameriške in francoske odporniške sile pristale v Saint-Tropezu, Sainte-Maximeu in Saint-Raphaëlu. Francoska flota je prispela v Toulon 13. septembra.
V 1960-ih so iz Alžirije po alžirski vojni za neodvisnost vrnili približno sto tisoč francoskih državljanov in jih nastanili v departmaju Var.

## Geografija
Departma Var obsega 6032 km² in ima 420 km obale, vključno z obalnimi otoki. 56 % ga pokriva gozd. Njegove geološke tvorbe so razdeljene na dve regiji; ena sestavljena iz apnenca severozahodno od črte med Toulonom in Draguignanom in na jugovzhodu kristalinska kamnina (kremen).
Leži ob vznožju Francoskih Alp in je v veliki meri gorat. Glavne gore so:
- Masiva des Maures (771 m) in masiv l'Esterel ob obali (618 m) sta zgrajena iz kremenčeve kamnine.
- pogorje Sainte-Baume, (1147 m) na zahodu.
- Lachens (1715 m), na severozahodu in najvišja točka Vara.

Planota Canjuers (francosko: Plan de Canjuers) na severovzhodu se postopoma dviga s 500 na 1000 metrov. Na jugu in zahodu je več planot, na primer planota Siou Blanc na severu od Toulona, ki se dviga od 400 do 700 metrov nadmorske višine.
- Soteska Verdon, soteske reke Verdon, je priljubljeno mesto za pohodnike, kajakaše in ljubitelje narave.
- Îles d'Hyères (znan tudi kot Porquerolles) je skupina treh otokov pri kraju Hyères. Otoki so poimenovani Porquerolles, Port-Cros in Île du Levant. Skupaj tvorijo površino 26 km². Do njih se pride z ladjo iz Hyèresa ali Toulona.

## Prebivalstvo
Leta 2016 je v departmaju Var živelo 1.055.821, od katerih skoraj polovica v Toulonu in okolici. 
V letih 2004–2005 je bilo prebivalstvo mestnega območja Toulona ocenjeno na 403.743 oseb, od tega je bilo 160.639 v samem Toulonu, 60.188 pa v La Seyne-sur-Mer, 52.500 v Hyèresu, in 32.742 v Six-Fours-les-Plages.
Po ocenah 2004–2005 število prebivalcev drugih pomembnih mest: 
- Fréjus – 49.100
- Saint-Raphaël – 32.200
- Draguignan – 35.500
- Brignoles – 15.540

Glavna panoga je turizem, predvsem po zaslugi velikega poletnega priliva turistov v sredozemska obalna mesta in kanjon reke Verdon ter hribovske vasi.